# سون سي بين
سون سي بين (بالكورية: 손세빈)‏ هي ممثلة كورية جنوبية، ولدت يوم 27 مايو 1989 في سول في كوريا الجنوبية. 

## روابط خارجية
- سون سي بين على موقع IMDb (الإنجليزية)